# McGuire (Formel 1)
McGuire war ein Formel-1-Team, das seine einzige Meldung beim Großen Preis von Großbritannien 1977 hatte. Sein Gründer und Teamchef war der australische Rennfahrer Brian McGuire.

## Geschichte
Nach einigen erfolgreichen Formel-3-Rennen für Brabham in Australien kaufte McGuire einen Williams FW04 und modifizierte ihn für die britischen Shellsport-Rennen, einer Mischung aus Formel 1 und Formel 5000. Im Winter 1976/77 überarbeitete McGuire den Wagen erneut und passte ihn dem aktuellen Formel-1-Reglement an. Mit dem umgerüsteten Williams, den er BM1 nannte, meldete sich McGuire als Privatteam zum Großen Preis von Großbritannien 1977, schied jedoch bereits in der Vorqualifikation aus. Zu weiteren Meldungen in der Formel 1 sollte es nicht mehr kommen; am 29. August desselben Jahres verunglückte Brian McGuire bei Testfahrten in Brands Hatch tödlich.